# Хатифи Харджирди (Хурасани)

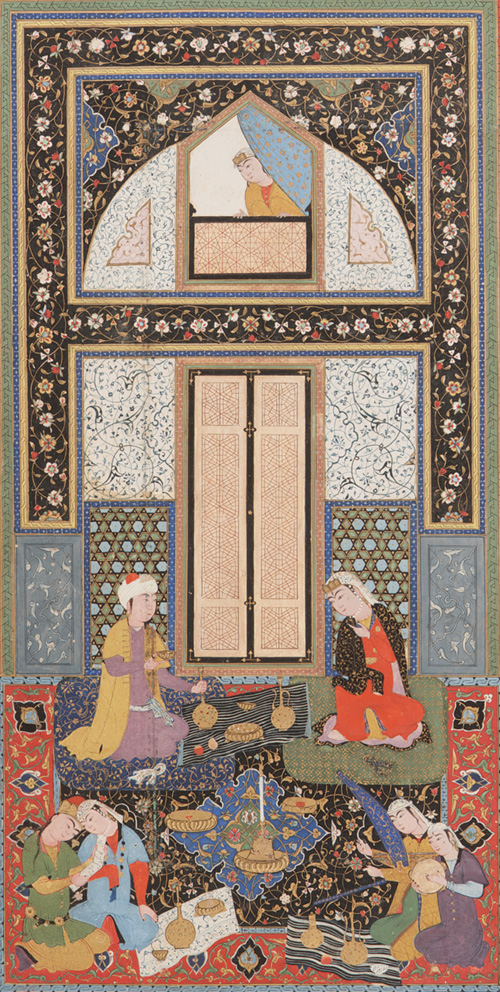
Двухстраничная гравюра в копии «Семь видов», 1538 г.

Маулана Абдаллах Хатифи Харджирди (или Харгирди) Хурасани (перс. مولانا عَبدُالله هاتِفی خَرجـِردی خُراسانی‎) — персидский историк и поэт (1454—1521) конца правления династии Тимуридов и начала эпохи Сефевидов и племянник поэта Джами.

## Жизнедеятельность
Хатифи родился в 1454 г. в деревне Харгирд, находящейся неподалеку от города Джам (современный Афганистан). Всю свою жизнь он провёл на родине и служил смотрителем усыпальницы Касима Анвара. Хатифи вошёл в литературный круг Тимуридов благодаря тому, что прошёл испытание, устроенное его дядей Джами. В ходе этого испытания он должен был сочинить поэтический ответ на несколько строк Абу-л-Касима Фирдоуси. Хатифи был шиитом и однажды его дом в Харгирде посетил шах Исмаил Сефеви. Поэт в свою очередь действовал в роли заступника за местных суннитов, к которым сефевидский правитель испытывал враждебность.

## Творчество
Хатифи сочинял стихи в нескольких жанрах, но больше всего он известен благодаря его «Пятерице» (перс. Khamse) поэм, сочинённой, как и другие произведения этого жанра, в подражание знаменитой «Пятерице» Низами Гянджеви. «Пятерица» Хатифи была известна за пределами Ирана — его произведения ценились за оригинальность в интерпретации исконных сюжетов и повлияли на дальнейшее развитие этого жанра.
В «Пятерицу» Хатифи входят пять поэм:
- «Лейли и Маджнун» (Layli va Majnun)
- «Ширин и Хосров» (Shirin va Khosrow)
- «Семь видов» (Haft Manzar)
- «Книга Тимура» (Timur-name), также известная как «Книга завоеваний» (Zafar-name)
- «Завоевания шаха» (Futuhat-i Shahi).

Первые две поэмы написаны на те же сюжеты, что и произведения из «Пятерицы» Низами. Поэма «Семь видов» является подражанием «Семи красавицам» Низами. «Книга Тимура» в «Пятерице» Хатифи идёт на месте «Книги Искандара» (Iskandar-name) в оригинальной пенталогии. Пятая поэма «Завоевания шаха», посвящённая Исмаилу Сефеви, осталась незавершенной.

## Изданные произведения
- Ширин и Хосров / Крит. текст и вступ. статья Саадулло Асадуллаева. Москва: Наука, 1977.
- Хафт манзар / Сост. Дж. Додалишоев. Душанбе: Дониш, 1976.
- Лайли и Маджнун / Крит. текст и вступ. статья Саадулло Асадуллаева. Душанбе, 1962.